# Стад дьо Франс
„Стад дьо Франс“ е националният стадион на Франция, разположен на север от Париж в град Сен Дени.
Неговият капацитет е 81 338 само седящи места, с който се нарежда на 1-во място в страната и на 6-о в Европа. На стадионът се провеждат срещите на френските национални отбори по футбол и ръгби.
Стад дьо Франс е построен през 1998 година, като името му е препоръчано от френската легенда Мишел Платини. На 12 юли същата година, Франция става световен шампион, като на финала побеждава Бразилия с 3:0. Освен това на терена на стадиона се провеждат няколко мача от Световното първенство по ръгби през 1999 година, а през 2007 година тук се играе и финала на Световното първенство в същия спорт, с което Стад дьо Франс се превръща в единственото спортно съоръжение, което е било домакин на финал на Световно първенство във футбола и в ръгбито. През 2003 година, на него се провежда и Световното първенство по лека атлетика.
УЕФА категоризира тази спортна арена с 4 звезди.
Стадионът е използван не само за международни двубои, но и такива във вътрешните шампионати на Франция. Парижките клубове по ръгби Стад Френсез и Расинг Метро 92 го считат за техен втори дом, тъй като те провеждат някои от срещите си в първенството на него. Освен това тук се играят и финалите на Купа на Франция (футбол и ръгби), Купа на Лигата, Френско предизвикателство и Топ 14 от ръгби шампионата. Стад дьо Франс е бил домакин и на 2 финала на Шампионска лига – през 2000 и 2006 година.
Съоръжението не се използва единствено за футбол и ръгби, то е домакин и на много събития от моторните спортове, а също така и за концерти на големите звезди от музиката, като например Ролинг Стоунс, Селин Дион, Роджър „Стената“ Уотърс, Риана, Лейди Гага, Пол МакКартни, Колдплей, Еминем, Мадона и много много други.

## Конструкция
Стад дьо Франс е с подвижни трибуни, които могат да се отдръпват, при което разкриват част от пистата за лека атлетика. Самите трибуни са проектирани с помощта на специален софтуер, който симулира присъствие на публика и така инженерите са имали представа как ще изглежда съоръжението когато е изпълнено до краен предел, а това е помогнало, седалките да бъдат така подредени, че всички зрители да имат перфектният изглед към случващото се на терена.
Покрив
Изграждането му струва над 45 милиона евро, а елиптичната му форма е символ на универсалността на спорта. Площта на покрива е 60 000 квадратни метра и е с маса 13 000 тона, като се счита за чудо на инженерната мисъл. Той покрива всички седящи места, но не и терена, за да може тревата да расте и да не пожълтява от липсата на светлина. Осветлението включва 550 прожектора, а озвучаването е осигурено от 36 блока с по 5 тонколони, които са вградени, за да не възпрепятстват видимостта. Затъмнено стъкло в центъра намалява контраста и позволява естествената слънчева светлина да навлиза към терена. В същото време се филтрира червената и инфрачервената радиация, но синята и зелената светлини попадат върху тревата, тъй като те са необходими за растежа и здравето на тревния килим.
Съблекални
Стад дьо Франс предлага на спортистите най-добрите условия във Франция. Навсякъде има тревни килими и са пряко достъпни с автобус. Всеки отбор има хост, който го посреща при пристигането, съоръженията са снабдени с видео контрол, а играчите разполагат с по 2 съблекални, разположени на площ от 1 200 квадратни метра (за футболистите и за ръгбистите). За леката атлетика има отделена съблекалня с площ от 400 квадратни метра. Изградени са също съблекални за съдиите, стаи за делегатите на мачовете, лазарет, зала за допинг контрол, офис на борда на директорите и други. Пространствата под трибуните са така проектирани, че да могат да се използват и от артистите, които се представят в Стад дьо Франс: има стаи за почивка, стая за настройване на инструментите и репетиции на музикантите и хоровете, гардеробна за костюмите и много други екстри. Целите съблекални са проектирани от Мишел Платини.

## Трибуни
Съоръжението в Сен Дени е най-големият модулен стадион в света, като той е на три етажа. Най-ниската част на трибуните е подвижна, като тя побира 25 000 души, като при прибирането си тя влиза навътре с 4,5 метра, като разкрива лекоатлетическата писта и траповете за скоковете. Така капацитета намалява само с 3 000 места. Трансформацията трае 80 часа, като за целта са ангажирани денонощно 40 души, като трябва да бъдат пренесени 10 отделни елемента, всеки тежащ по 700 тона.
Достъпът до трибуните става през 22 входа, като под седалките има помещения обособени като ресторанти, зони за забавление, магазини и централна станция за охрана. Евакуацията на всички над 80 000 души става за по-малко от 15 минути.

## Игрално поле
Игрището е с площ от 9 000 квадратни метра, като е с размери 120 на 75 метра, а цялата затревена площ е 11 000 квадратни метра. При първото затревяване през 1997 година са били посети над 1 милиард семена. Днес вече се използват чимове, които са с размери 1,20 х 8 метра. Промяната на тревната настилка отнема 3 дни подготовка и 5 дни полагане. Това се прави по няколко пъти годишно, в зависимост от натовареността на използване. За разлика от много от модерните стадиони, Стад дьо Франс не разполага с отопление на терена, тъй като е построен на мястото на стар завод за газ и проектантите са имали опасения, че може да се получи експлозия